# Choe Ik-gyu
Choe Ik-gyu (în coreeană 최익규, n. 26 februarie 1934, Hwadae County⁠(d), Imperiul Japonez, Japonia), cunoscut și sub pseudonimul Choe Sang-gun, este un regizor de film, propagandist și politician nord-coreean.
Choe a devenit șeful Studioului de Film din Coreea de Nord în 1956, la vârsta de 22 de ani. În momentul în care Kim Jong-il a preluat conducerea activității cinematografice din țară în 1968, Choe era cel mai experimentat cineast al Coreei de Nord. Kim și Choe au devenit asociați apropiați, Kim producând și Choe regizând o serie de filme nord-coreene importante. Marea de sânge (1968) și Fata care vinde flori (1972) au fost „clasice nemuritoare” care, în afară de faptul că au devenit filme foarte populare, au modelat profund industria cinematografică a țării. Până la sfârșitul anilor 1960 Choe a ajuns să coordoneze realizarea tuturor filmelor din Coreea de Nord, în calitate de șef al secției cinematografice a Departamentului de Propagandă și Agitație al Partidului Muncitoresc Coreean. În 1972 responsabilitățile sale s-au extins și asupra altor forme ale propagandei nord-coreene, după ce a fost numit director adjunct al departamentului.
În 1978 Kim a organizat răpirea celebrului cuplu regizor-actriță din Coreea de Sud Shin Sang-ok și Choi Eun-hee. Choe a fost însărcinat să-i ajute să facă filme pentru Coreea de Nord. După ce Shin și Choi au evadat în 1986, în cursul unei călătorii de afaceri la Viena, când se aflau sub supravegherea lui Choe, el a fost retrogradat. Încrederea lui Kim Jong-il în Choe a supraviețuit în ciuda numeroaselor incidente care au dus la destituirea acestuia din funcțiile deținute. În total, Choe a fost destituit de cinci ori de la conducerea Departamentului de Agitație și Propagandă: mai întâi în 1969, apoi în 1977 ca parte a activității de epurare, în 1986 după incidentul de la Viena, în 1993 și, în cele din urmă, în 2010. El a ocupat funcția de ministru al culturii al Coreei de Nord între 2003 și 2006. În cele din urmă a devenit șeful Departamentului de Agitație și Propagandă în 2009, dar a fost înlocuit în anul următor. El a rămas delegat în Adunarea Populară Supremă a Coreei de Nord.
Choe a făcut parte din cercul de apropiați ai lui Kim până la moartea liderului nord-coreean în 2011. Choe a sprijinit ascensiunea la conducerea țării a fiului cel mai tânăr al lui Kim, Kim Jong-un, într-un moment în care acesta din urmă era încă un succesor incert.

## Formarea profesională
Choe Ik-gyu s-a născut la 26 februarie 1934 într-o familie săracă din comitatul Hwadae, provincia Hamgyong de Nord, Coreea. A absolvit cu diplomă de bacalaureat Colegiul Pedagogic Kim Hyong-jik, secția de literatură rusă, în 1954 și a fost o scurtă perioadă, în același an, lector de limba rusă la Facultatea Muncitorească a Universității Kim Ir-sen din Phenian. Choe a studiat, de asemenea, în Uniunea Sovietică și a absolvit la un moment dat Școala Revoluționară „Steagul Roșu” din districtul Mangyongdae al capitalei nord-coreene Phenian.
Choe este căsătorit și are un fiu și trei fiice. Fiica sa cea mai mare, Choe Il-sim, este o scenaristă aspirantă, fiind autoarea scenariilor seriei de cinci filme Țara pe care am văzut-o (1988–).

## Carieră
Choe a început să lucreze la Studiul de Film din Coreea, mai întâi ca regizor de film secund în 1955 și apoi ca regizor principal. A devenit șeful studioului în 1956, la vârsta de doar 22 de ani. În calitate de cineast, el a fost în mare măsură un autodidact ambițios. Pe lângă educația sa formală în domeniul artelor, a dobândit o multă experiență mai ales în ceea ce privește modelul stalinist de realizare a filmelor. Primul succes al lui Choe a fost filmul A Garden Zinnia (1963).
În 1968 Kim Jong-il, viitorul lider al țării, a preluat controlul asupra industriei cinematografice din Coreea de Nord. Kim nu avea experiență în domeniu și, prin urmare, a lucrat împreună cu Choe, care avea multă experiență la acel moment și era „cu siguranță singurul nord-coreean mai informat decât Kim în domeniul filmelor”. Choe a devenit cel mai apropiat partener al lui Kim în activitățile sale din domeniul cinematografic; „îndrumătorul său în materie de film”. Colaborările lor au devenit extrem de populare, Choe regizând și Kim producând filme care vor deveni cunoscute drept „Clasicele nemuritoare” și care vor câștiga Premiile Poporului. Primul film pe care Choe și Kim l-au realizat împreună a fost Marea de sânge (1968), urmat de Cei cinci frați partizani în același an. Până la sfârșitul deceniului Choe a fost numit director al secției cinematografice din Departamentul de Agitație și Propagandă al Partidului Partidului Muncitoresc Coreean.

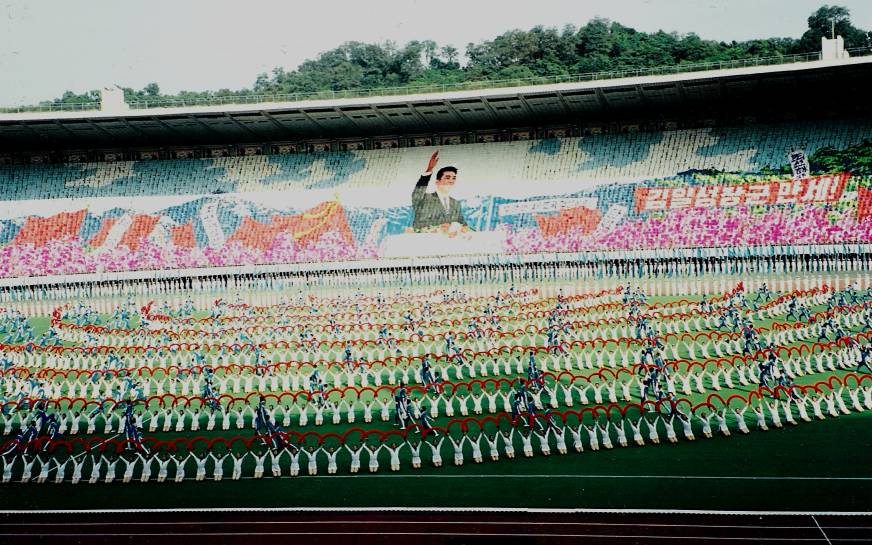
Spectacol propagandistic de masă la Phenian, organizat și dezvoltat de Choe

În 1972 Choe și Kim au realizat filmul Fata care vinde flori. Acest film a contribuit la creșterea importanței lui Choe în calitate de consilier apropiat al lui Kim, determinând numirea sa ca responsabil al unor spectacole publice de propagandă. Choe a fost promovat în funcția de director adjunct al Departamentului de Agitație și Propagandă și a fost ales deputat în cea de-a cincea Adunare Supremă a Poporului. Choe era acum responsabil cu organizarea unor evenimente precum sărbătorirea Zilei Soarelui și marșurile din Ziua Eliberării. El a dezvoltat spectacole de masă care aveau să se transforme în Festivalul Arirang, a cărui organizare încă o mai supervizează. Choe a oferi, de asemenea, îndrumări artistice pentru punerea în scenă a pieselor și operelor revoluționare coreene. De exemplu, el a regizat o adaptare operativă a filmului Marea de sânge în 1971. Relația dintre Choe și Kim a devenit una strânsă și îndelungată. Choe a fost implicat personal în realizarea mai multor filme și în supravegherea producției altor filme, cum ar fi Steaua Coreei (1980–1987).

### Răpirea lui Shin Sang-ok și Choi Eun-hee
Regizorul adjunct Choe este persoana potrivită pentru a produce schimbări în industria noastră cinematografică. El este priceput în realizarea filmelor. Este cel mai bun om pentru această activitate. [...] Dar, după cum poți vedea, regizorul adjunct Choe nu poate face totul singur.
Choe Ik-gyu a jucat un rol în răpirea lui Shin Sang-ok și Choi Eun-hee, un cuplu celebru regizor-actriță din Coreea de Sud.
Într-o casetă secretă înregistrată de Shin și Choi, Kim Jong-il este auzit spunându-le confidențial celor doi că a decis să-i răpească, la sfatul lui Choe, care îl considera pe Shin cel mai bun regizor din Coreea de Sud.
După ani de separare, atunci când Shin și Choi au fost reuniți de răpitorul lor, Kim Jong-il, la 6 martie 1983, Choe era prezent. El a lucrat cu Shin din acel moment pentru a regiza filme pentru Kim Jong-il. Propagandistul nord-coreean a transmis mesaje între Kim, Shin și Choi; cei doi sud-coreeni l-au întâlnit rar pe Kim în persoană.
Mai întâi, Choe i-a însoțit pe Shin și Choi într-o călătorie profesională de la Phenian la Moscova, în Germania de Est, Ungaria, Cehoslovacia și Iugoslavia. Scopul călătoriei a fost să găsească locuri pentru primul film pe care Shin și-a dat acordul pentru Kim Jong-il: Emisarul care nu s-a mai întors (1984). Choe a fost nemulțumit de acest proiect. El fusese un regizor de film apreciat, iar acum trebuia să-l supravegheze pe omologul său sud-coreean. Nu îi plăceau nici Shin și nici Choi. Choe a criticat metodele regizorale ale lui Shin în fața echipei tehnice. Shin a obținut controlul asupra proiectului, amenințând că va raporta comportamentul lui Choe lui Kim Jong-il. Filmul a fost terminat și urma să fie prezentat la Festivalul de Film de la Londra, unde Shin urma să participe. Shin se gândea să evadeze acolo, dar Choe și o echipă de bodyguarzi au călătorit în prealabil la Londra pentru a se asigura că regizorul nu va putea evada.
După ce Shin și Choi au reușit să evadeze la Viena, Choe a fost destituit din funcția pe care o ocupa în Departamentul de Agitație și Propagandă. El a fost trimis în mediul rural, într-un loc care a rămas necunoscut timp de mulți ani.

### Întoarcerea în politică

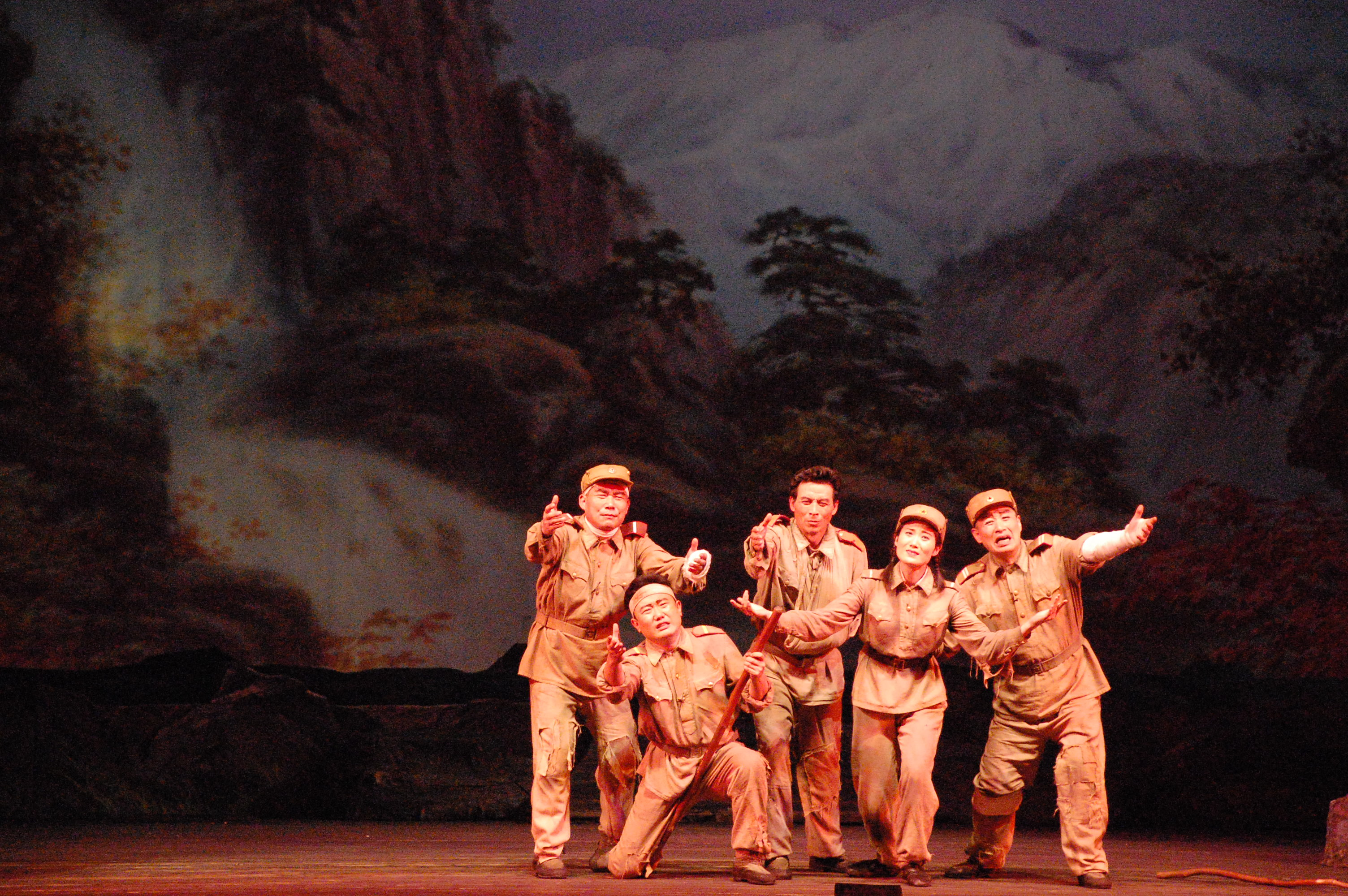
Opera revoluționară coreeană, o artă în care Choe a fost implicat în calitate de regizor și producător

Lui Choe Ik-gyu i s-a permis să se întoarcă în funcția de director adjunct al Departamentului de Agitație și Propagandă în 1988. El a preluat controlul deplin asupra reprezentațiilor spectacolelor de teatru și operă. În acel an, a fost implicat în realizarea Vieții lui Chunhyang, o apreciată operă populară. Choe i-a îndrumat pe interpreți „ca și cum ar fi fost regizor de scenă”. La începutul anilor 1990 Choe - menționat sub pseudonimul său, Choe Sang-geun - a produs serialul Națiune și destin. Choe a produs, regizat și scris scenarii unora dintre cele 50 de episoade ale serialului, pe care Kim Jong-il l-a considerat a fi ultima creație cinematografică realizată sub îndrumarea sa personală. Choe a ieșit pentru o scurtă perioadă din viața publică în 1993, când a fost destituit din nou din postul deținut în cadrul Departamentului de Agitație și Propagandă. Chiar și în această perioadă, Kim Jong-il i-a permis să călătorească în Germania pentru a-și trata problemele de sănătate, ceea ce reflectă încrederea mare pe care Kim o avea în Choe. În total, Choe a fost destituit de patru ori din funcțiile deținute în cadrul Departamentului de Agitație și Propagandă.
Choe a devenit ministrul culturii în septembrie 2003, dar s-a retras temporar după vreo doi ani din cauza diabetului și a altor probleme cronice de sănătate. El a renunțat la această funcție în 2006. Choe a fost ales deputat în cea de-a 12-a Adunare Supremă a Poporului la 8 martie 2009, în calitate de reprezentant al districtului electoral nr. 73. În cele din urmă a devenit șeful Departamentului de Agitație și Propagandă al Partidului Muncitoresc Coreean în 2009. În calitate de director al departamentului, Choe a fost unul dintre conducătorii activității de propagandă din Coreea de Nord. El a fost înlocuit cu Kang Nung-su la începutul lunii februarie 2010, din motive necunoscute.
Choe a fost adesea văzut însoțindu-l pe Kim Jong-il în diferite ocazii formale până la moartea liderului nord-coreean din 2011. Când a călătorit în afara Coreei de Nord, Choe a folosit numele Choe Sang-geun. Așa a fost cazul, de exemplu, atunci când el a vizitat capitala Seul a Coreei de Sud în 2000, în calitate de consilier al Orchestrei Naționale a Coreei de Nord.

### Succesiunea lui Kim Jong-un
Choe s-a numărat printre cei care au susținut succesiunea lui Kim Jong-un într-un moment în care ascensiunea sa la putere era încă incertă.
În afara lui Kim Jong-il, Choe ar fi fost un apropiat al celei de-a treia soții a lui Kim, Ko Yong-hui, și a lui Jang Song-thaek.
Paul Fischer, autorul cărții A Kim Jong-Il Production, apreciază că „statul nord-coreean modern, care este el însuși un spectacol public, datorează mult gustului și talentului lui Choe Ik-Gyu, cât și lui Kim Jong-Il”.

## Filmografie
- A Garden Zinnia (1963)[3]
- Sea of Blood (1968)[12]
- Five Guerilla Brothers (1968)[3]
- Fata care vinde flori (1972)[9]

## Operă
- Sea of Blood (1971)[15]
- The Life of Chunhyang (1988)[7]

## Legături externe
- ko  Profil pe site-ul Ministerului Unificării
- Choe Ik-gyu la Internet Movie Database